# Holocryptis erubescens
Holocryptis erubescens är en fjärilsart som beskrevs av George Francis Hampson 1893. Holocryptis erubescens ingår i släktet Holocryptis och familjen nattflyn. Inga underarter finns listade i Catalogue of Life.